# Constantin Racoviță
Constantin Racoviță (n. 1699, Iași, Moldova – d. 28 ianuarie 1764, București, Țara Românească) a fost domn în Moldova: 31 august 1749 - 3 iulie 1753 și c. 29 februarie 1756 - 14 martie 1757 și în Țara Românească: iulie 1753 - c. 28 februarie 1756 și 9 martie 1763 - 28 ianuarie/8 februarie 1764.

## Biografie
Constantin Racoviță a fost fiul lui Mihai Racoviță, iar tronul l-a câștigat cu ajutorul grecilor, care i-au fost și tovarăși de domnie, întocmai ca și tatălui său. Birurile apăsătoare ale nesătulului domn și abuzurile grecilor, au provocat o mișcare de nemulțumire, dar fără efect durabil. Constantin Racoviță a murit la București în 1764 din cauza unui ospăț prea îmbelșugat.